# Alabama Splash Adventure
 (20 août 2025).
Alabama Splash Adventure (anciennement connu sous les noms VisionLand, Alabama Adventure et Splash Adventure) est un ancien parc d'attractions reconverti aujourd'hui en parc aquatique, situé à Bessemer, dans l'État d'Alabama, aux États-Unis. Il est la propriété de Koch Development Corporation.

## Histoire
D'abord connu sous le nom de VisionLand, le parc a été en grande partie construit grâce aux efforts déployés du maire de Fairfield, Larry Langdord (qui devint plus tard maire de Birmingham). Onze villes de la région se sont réunies pour former le West Jefferson Amusement and Public Park Authority. Avec l'aide d'Alabama Legislature, le groupe emprunte 65 millions de dollars (environ 57 millions d'euros à l'époque) pour construire le parc. La construction débute en mars 1997, et le parc ouvre au public le 23 mai 1998. Le parc a ouvert avec quatre zones distinctes : Celebration City Theme Park, Steel Waters Water Park, une zone pour les enfants plus jeunes appelée Marvel City, et une zone pour se restaurer et faire du shopping appelée Main Street.
En 1999, le parc s'est agrandi, ajoutant Wilde River Gorge, une attraction de rivière en bouées. Dino Domain, une exposition sur le thème des dinosaures présentant des dinosaures animatroniques, a été construit dans les bois derrière Main Street, mais fermé après la saison. En 2001, Wild River Gorge a rouvert avec des ajustements mineurs avec Stratosfear Screamer, une tour de chute de S&S Power.
Le parc dépose le bilan de faillite en 2002. Il n'exploite alors plus Steel Waters. Themeparks LLC, une compagnie de parc d'attraction, connue pour leur succès grâce à Kentucky Kingdom, à Louisville, Kentucky, est intéressée par le rachat de VisionLand. Le groupe fait une offre de rachat mais le prix proposé est jugé insuffisant. Le parc est alors racheté par Southland Entertainment Group pour 5,25 millions de dollars (5 300 000 €), après avoir réalisé des pertes de fonds publics de $ 26 millions (26 300 000 €).
En 2003, VisionLand rouvre avec une partie de ses zones renommées  : Magic Adventure Theme Park (anciennement Celebration City Theme Park), Splash Beach Water Park (Steel Waters Water Park) et Celebration Street (Main Street). Marvel City ne reçoit pas de changement de nom, Magic Adventure Theme Park reçoit une nouvelle attraction de type Twist nommée Wild Scrambler et Splash Beach reçoit quand à lui une nouvelle piscine nommée Kahuna Waves ainsi qu'un nouveau toboggan en chute libre nommé Acapulco Drop. Au début de cette saison le visiteur avait le choix d'acheter un ticket pour le parc seul, un combo de deux parcs ou tous les parcs.
En 2004, Splash Beach a reçu une nouvelle attraction aquatique appelée Splashdown !, un toboggan en entonnoir .
En 2005, Magic Adventure ouvre sa première montagne russe ; Zoomerang. Cette montagne russe de Vekoma est de type Boomerang. Elle a été délocalisée depuis Sydney(Australie). Le parc rouvre également Cahaba Falls, une attraction de type bûche, connue plus tard sous le nom Woddchuck Run. Le parc a été visité cette année-là par 345 000 visiteurs, faisant de lui le second parc de loisirs le plus populaire d'Alabama.

Ancien logo du parc (2006 à 2011).

Southland annonce en 2006 le changement de nom du parc pour devenir Alabama Adventure, ils annoncent également de nouveaux plans d'expansion qui comprendraient un nouvel hôtel, un nouveau parc aquatique couvert, un parc d'accueil pour les camping-cars et d'autres équipements mineurs. Magic Adventure est renommé Magic City USA pour refléter au mieux la nouvelle thématisation. Le parc a également annoncé qu'une série de concerts d'été, mettant en vedette des artistes populaires, sera tenue dans le parc. Le nombre de visiteurs à Alabama Adventure a dépassé 388 000. Alabama Adventure a gagné de prix de "l'attraction 2007 de l'année" de l'Alabama.
En 2007, deux nouvelles attractions sont ajoutées au parc. L'une d'elles est Vertigo une attraction qui était déjà présente lorsque le parc s'appelait VisionLand mais avait été retirée en 2003. La deuxième nouvelle attraction est une place de jeux pour les enfants qui existait déjà sous le nom de Quarry Bay. Elle a été rethématisée pour devenir Splash Beach. Le parc recommence alors à accueillir des concerts estivaux. Il est l'hôte de la série de concerts First Financial Bank Concert Series, où se sont produits Jesse McCartney, Aly & AJ, Vanessa Hudgens, Drake Bell et Raven-Symoné.
Southland Entertainment vend le parc à l'Adrenaline Family Entertainment, un groupe formé par des cadres de Six Flags en 2008. Southland se concentre sur le développement des espaces restants que le domaine possède à côté du parc, avec des plans pour de nouveaux hôtels, un parking de camping-cars et d'autres commodités.
En 2009, le parc a annoncé la première expansion majeure depuis 2005 et la première à Splash Beach depuis 2004. L'expansion comprenait une nouvelle attraction de WhiteWater West appelée UpSurge!, Un toboggan de 65 m avec un demi-tuyau vertical se terminant par une piscine de 94 500 litres. Le parc décide de combiner le prix d'entrée pour les deux parcs.
Le parc commence la promotion de son nouvel événement "Beat Street" qui doit se tenir dans le nouveau Star Theater construit en 2010. Le parc refait également son site internet et le renomme en Alabama Adventure Water and Theme Park.
En 2011, Buzzsaw Falls, une tour de chute de SkyTrans Manufacturing, a été ajoutée, mais n'est restée ouverte qu'un été. Elle était située entre les zones Celebration Street et Stratos Fear Screamer. Ce manège a été acheté par Schlitterbahn à Corpus Christi, au Texas, où il a été renommé Padre Plunge.
Adrenaline Family Entertainment vend le parc le 5 janvier 2012 à General Attractions LLC, une compagnie créée par les anciens propriétaires du parc qui l'avait vendu en 2008. Il est annoncé le 5 avril 2012, que le parc d'attraction doit fermer ses portes au profit du parc aquatique qui doit, lui, s'agrandir. Le parc est alors renommé Splash Adventure pour l'ouverture en 2012,. La même année, trois nouvelles attractions sont ajoutées au parc aquatique. Une de leurs nouvelles attractions est appelée the Mist-ical Maze dans laquelle vous devez explorer un labyrinthe où se trouvent de nombreuses chutes d'eau. La deuxième attraction est un manège conçu par WhiteWater West et appelé Wipeout Adventure Course et la troisième attraction est une tyrolienne qui survole le parc aquatique.
En mars 2014, Koch Family Park, financé par Holiday World & Splashin' Safari dont les propriétaires Dan Koch et sa sœur Natalie, rachètent le parc. Ils ajoutent alors cinq nouvelles attractions pour les enfants notamment une nouvelle montagne russe, un train, deux attractions avec des bateaux, des mini hélicoptères et un labyrinthe laser.
En 2015, Rampage rouvre après avoir été complètement rénové.
Le 25 décembre 2020, le parc annonce l'ajout en 2021 de Rocker Racer, un nouveau toboggan aquatique de type Mat Racer, lequel devrait s'élever à plus de 15 m de hauteur et représentant la plus grande nouveauté du parc,.

## Incidents et accidents
- En 1999, quand le parc s'appelait encore VisionLand, cinq personnes ont été blessées après que leur bouée se soit renversée dans Wild River Gorge.
- En 2001, une bouée de Wild River Gorge remplie d'employés du parc s'est retournée après que ces derniers ont commencé à secouer la bouée. Personne n'a été blessé.
- En août 2009, une famille de trois personnes et un autre visiteur ont été blessés après que leur bouée du Wild River Gorge ait chaviré. Des témoins ont affirmé que la bouée aurait percuté une bouée vide avant de se retourner. La famille est restée sous l'eau approximativement 20 secondes[12].
- En juin 2011, une bagarre s'est déclenchée entre un groupe de jeunes avant de se répandre un peu dans tout le parc. Un invité a décrit la scène comme une émeute. La police a été appelée en renfort et aucun autre invité a été autorisé à rentrer dans le parc. La cause de l'émeute serait principalement la promotion du parc pour les billets d'entrée : "10$ avant 10h[13].
- En juin 2018, un garçon de 10 ans s'est cogné la tête pendant qu'il était sur l'attraction Warrior River. Les maîtres nageurs sont venus à sa rescousse et l'ont envoyé au Children's Hospital[14],[15].

## Attractions actuelles
| Attraction                                | Ouverture | Description |
| ----------------------------------------- | --------- | --- |
| Castaway Island                           | 1998      | Une aire de jeux aquatiques à plusieurs niveaux pour les enfants avec toboggans, geysers et autres jeux d'eau.                                                             |
| Scrambler                                 | 2018      | Une attraction de type Twist d'Eli Bridge. |
| Yo-yo                                     | 2018      | L'attraction se situe à proximité du Rockin'Tug, à côté de la montagne russe Rampage.                                                                                      |
| Drop Zone                                 | 2016      | Tour de chute de 9 mètres de Zamperla. |
| Splash Kahuna Waves                       | 2003      | Une piscine de 3 millions de litres avec des vagues de 1,2 m. Elle était construite à la base avec une vraie plage de sable mais a été rénovée et est maintenant en béton. |

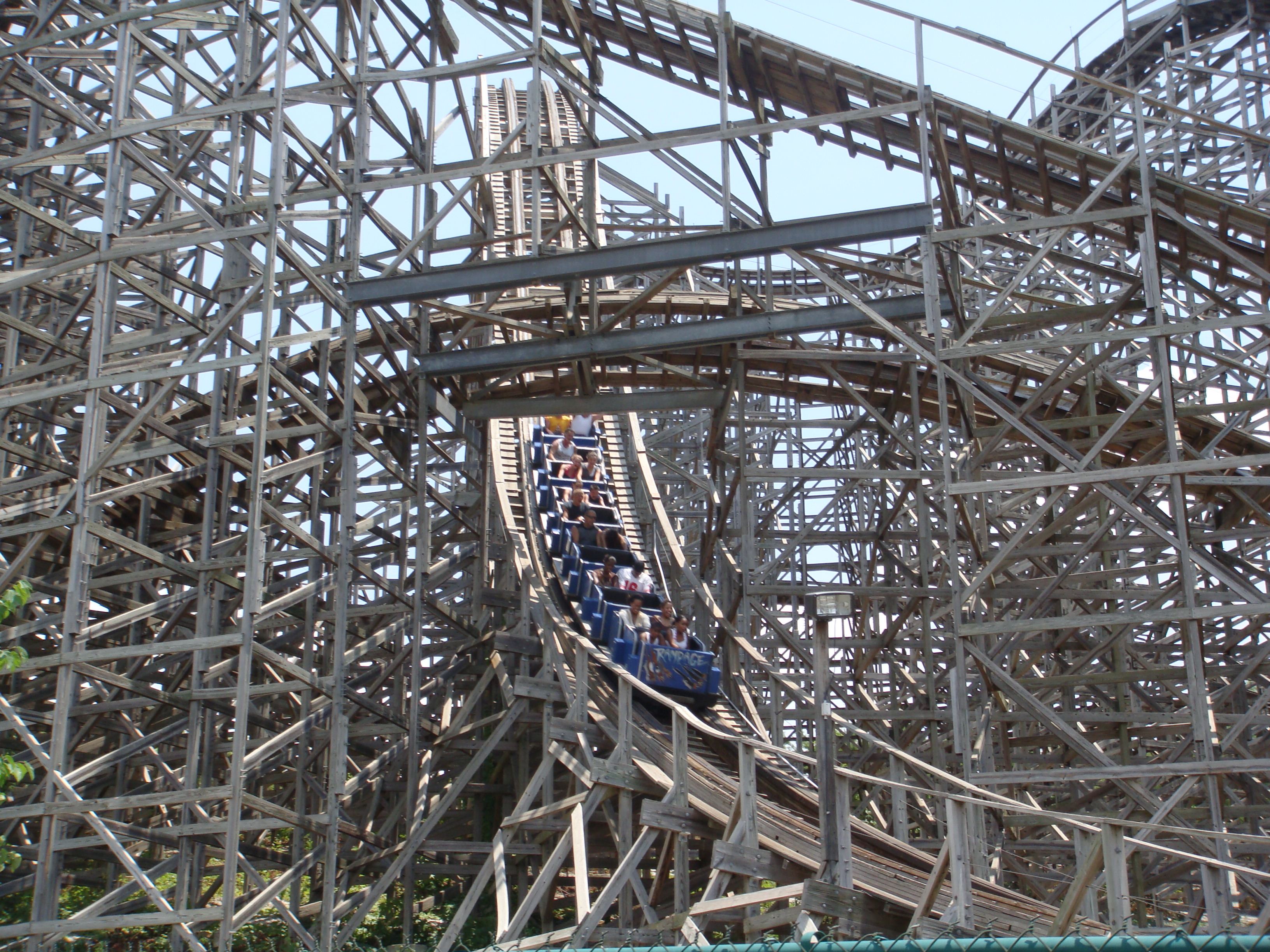
Rampage
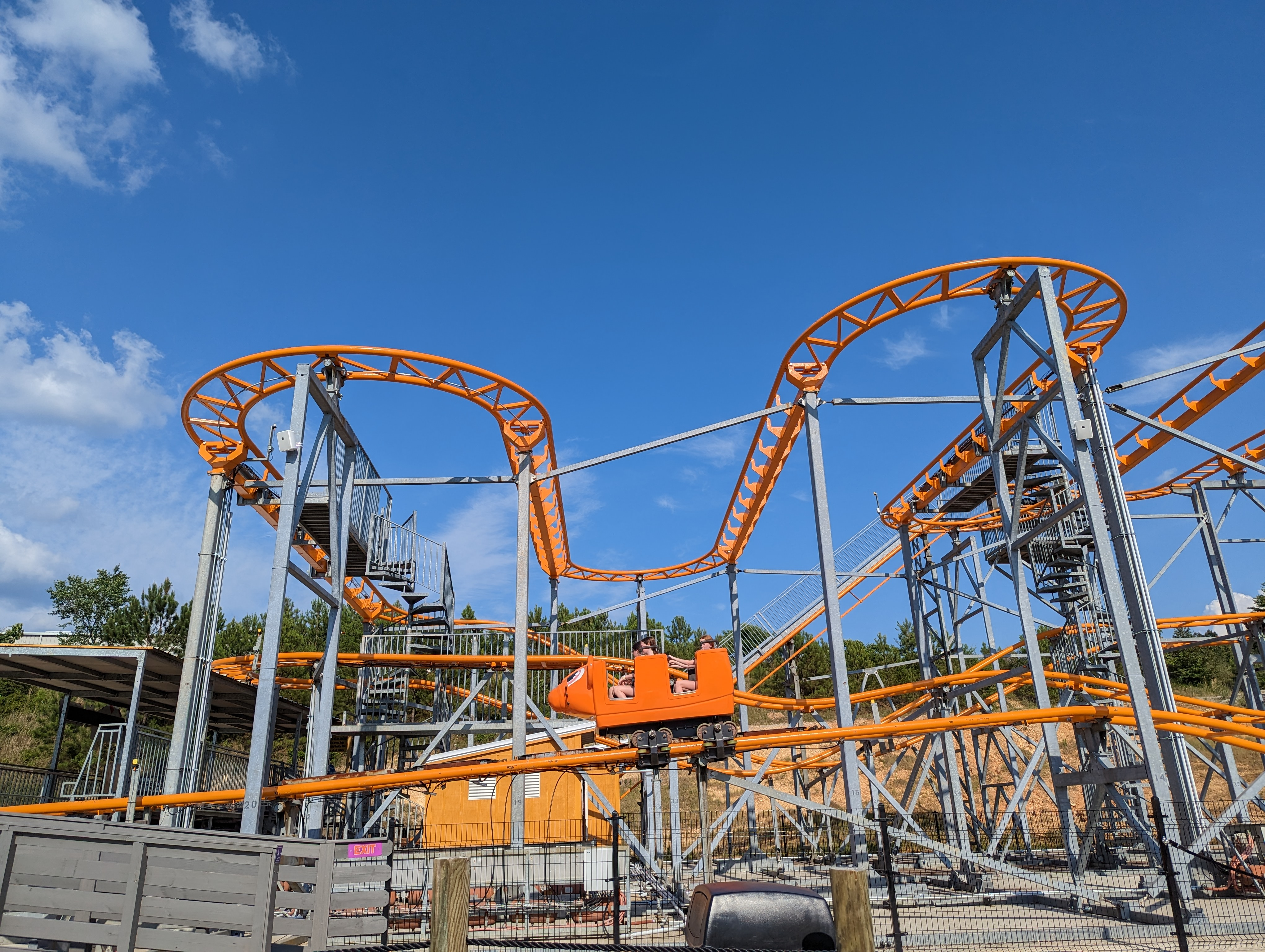
Cheddar Chase

| Mist-ical Mate                            | 2012      | Un labyrinthe piégé avec des chutes d'eau. |
| Neptune's Plunge (anciennement Mineshaft) | 1998      | Quatre toboggans alignés . |
| Salamander Bay (anciennement Quarry Bay ) | 1998      | Une aire de jeux aquatiques pour les plus petits. Rethématisée et rouverte avec de nouveaux jeux et toboggans en 2007.                                                     |
| Teacups                                   | 2016      | Manège de type tasse de Zamperla avec 6 tasses géantes. |
| Splash Island                             | 2018      | Aire de feux pour les enfants contenant cinq toboggans aquatiques. |
| Tilt-A-Whirl                              | 2018      | Manège de type Tilt-A-Whirl ayant la particularité d'avoir la forme de Yo-Yo.                                                                                              |
| UpSurge!                                  | 2009      | Un toboggan de 216 m qui propulse les passager sur un demi tuyaux avant de finir dans une piscine de 94'500 litres.                                                        |
| Warrior River                             | 1998      | Une balade relaxante de style "rivière calme" |
| Wipeout Adventure Course                  | 2012      | Un parcours d'obstacle sur l'eau. |
| Centi-Speed                               | 2014      | Montagnes russes de style "Fajume Wacky Worm". Elle a été délocalisée depuis Gillians Wonderland Pier.                                                                     |
| Little Bumpers                            | 2014      | Petits bateaux tamponneurs électriques. |
| Rockin's Tug                              | 2018      | Rockin' Tug au milieu d'un monde fantaisiste. Il se situe à côté de Yo-Yo.                                                                                                 |
| Little Harbor                             | 2014      | Promenade en bateau de Allen Herschell datant de 1949. |
| Splash Express                            | 2014      | Promenade en train du modèle de Zamperla : Rio Grande |
| Jump Around                               | 2014      | Manège de Zamperla du modèle Jump Around ayant pour apparence des grenouilles.                                                                                             |
| Royal Express                             | 2018      | Promenade en train. |
| Crank and Roll                            | 2014      | Promenade dans des voitures anciennes de type Alter Enterprise. |
| "The Vault" laser maze challenge          | 2014      | La musique, les lumières et les effets sonores vous immerge dans une expérience pleine d'expérience.                                                                       |
| RAmpage                                   | 1998/2015 | Une montagne russe en bois de Custom Coasters International. Rouvert en 2015 après 3 ans de fermeture.                                                                     |
| Galleon                                   | 2019      | Un Bateau à bascule acheté au parc d'attractions Bowcraft Amusement Park.                                                                                                  |
| Free-Fall                                 | 2019      | Un toboggan aquatique à grande vitesse. |
| Twister                                   | 2019      | Un toboggan aquatique tournoyant. |
| Rocket Racer                              | 2021      | Un toboggan de course de type WhiteWater West acheté à Hydro Adventures lors d'une vente aux enchères en 2020.                                                             |
| Cheddar Chase                             | 2022      | Montagnes russes Wild Mouse de L&T Systems. |

- Rampage
- Cheddar Chase

## Anciennes attractions
| Nom                                                 | Année d'ouverture | Année de fermeture | Type                                             | Description |
| --------------------------------------------------- | ----------------- | ------------------ | ------------------------------------------------ | --- |
| Typhoon                                             | 1998              | 1999               | Polyp Style                                      | Deux attractions payantes en supplément ont ouvert à sa place en 1999. Elles firent remplacées par Scrambler en 2003. |
| Loc-O-Motion                                        | 1998              | 2003               | Balade en mini-camion pour enfant                | Démonté en 2005 pour laisser la place à The Convoy il est finalement remonté en 2014 à la même place sous le nom de Crank and Roll. |
| Patriot                                             | 2003              | 2006               | Manège                                           | Patriot a remplacé The Voyager. Lors de la saison 2007 Patriot est retiré et The Voyager est réinstallé sous le nom Vertigo. |
| Rockwall/Venturer                                   | 1999              | 2000               | Deux attractions payant en suppléments du billet | Rockwall était un petit mur d'escalade et Venturer était un petit simulateur de mouvement. En 2003 ils ont été détruits et remplacés par Scrambler.                                                                                                 |
| StratosFear Screamer (anciennement Spaceshot)       | 2001              | 2011               | S&S Power FreeFall                               | Lorsque Southland a racheté Visionland, ils ont conservé Space Shot, lequel a finalement été retiré après la saison 2011 et a été envoyé à Six Flags Darien Lake. S&S ont repris le Turbo Drop, ils l'ont remis à neuf et revendu à Lake Compounce. |
| Barnstormer                                         | 1998              | 2011               | Mini Jet de Zamperla                             | |
| Marvel City Speedway                                | 1998              | 2011               | Speedway de Zamperla                             | |
| Adventure Express (anciennement Visionland Express) | 1998              | 2011               | Train Rio Grande de Zamperla                     | |
| Ballon Wheel (anciennement Sky Wheel II)            | 1998              | 2011               | Mini grande roue de Zamperla                     | |
| Motorcross                                          | 1998              | 2011               | Hampton Motorcycle Jump                          | |
| Convoy                                              | 1998              | 2011               | Convoy Trucks de Sartori                         | A été déménagé sur l'ancien site du Loc-O-Motion en 2005. |
| Bump-A-Round                                        | 1998              | 2011               | Mini autos-tamponneuses de Bertazzon             | |
| Buzzsaw Falls                                       | 2011              | 2011               | Shoot the Chute de SkyTrans Manufacturing        | Vendu à Schlitterbahn. Ouvert en 2017 sous le nom Padre Plunge à Schlitterbahn. Cette attraction a malheureusement été fortement endommagée par l'ouragan Harvey trois mois plus tard. Il a été démoli en mars 2020.                                |
| Woodchuck Run (anciennement Cahaba Falls)           | 1998              | 2011               | Bûches d'Arrow Dynamics                          | Les bûches ont été revendues à différents parc Six Flags comme bûches de remplacement pour leurs attraction. Exploitée sur le parc de 1998 à 2011. Restée en stockage de 2003 à 2004.                                                               |

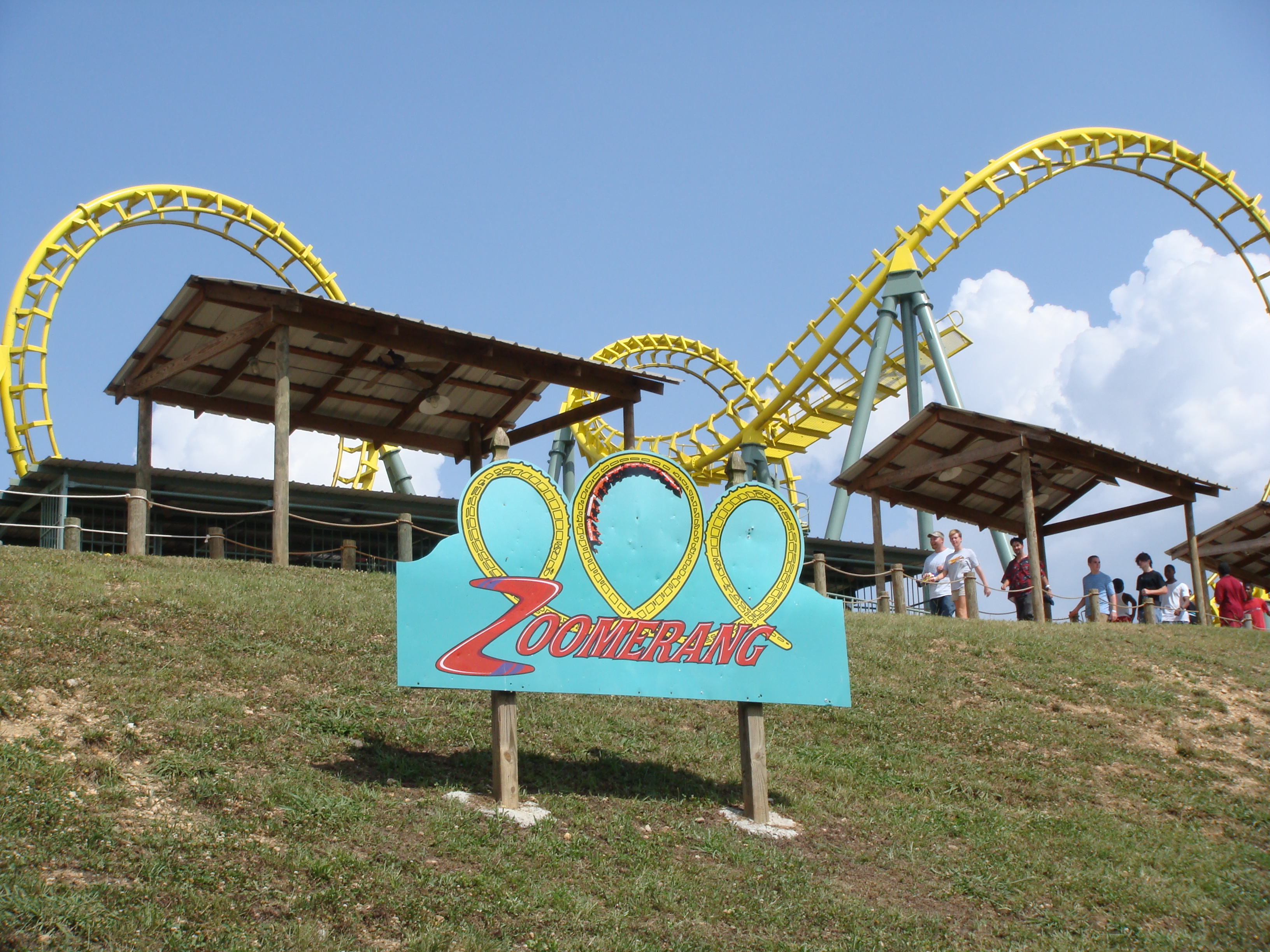
Zoomerang

| Wild River Gorge                                    | 1999              | 2011               | Rivière sauvage de FAB                           | Ouvert brièvement en 1999. Rouvert totalement en 2001. Lieu de trois incidents depuis l'ouverture du parc. |
| Giant Wheel (anciennement Sky Wheel)                | 1998              | 2011               | Grande Roue de Mondial Rides                     | |
| Hurricane                                           | 1998              | 2011               | Musik Express de Bertazzon                       | Délocalisé à Sylvan Beach Amusement Park où il est ouvert sous le nom Himalaya. |
| Scrambler                                           | 2003              | 2011               | Scrambler de Eli Bridge                          | Rouvert depuis 2018. |
| Vertigo (anciennement Voyager)                      | 1998              | 2011               | Enterprise de Huss                               | Ouvert de 1998 à 2011 ; resté en stockage de 2003 à 2006. |
| Mind Spinner                                        | 1998              | 2011               | Crazy Dance de Fabbri                            | |
| Fender Bender                                       | 1998              | 2011               | Auto-tamponneuse de Bertazzon                    | |
| Tidal Wave                                          | 1998              | 2011               | Chaises volantes de Zierer                       | |
| Pirate Ship (anciennement The Pirate)               | 1998              | 2011               | Bateau à bascule de Huss                         | |
| Midway Carousel                                     | 1998              | 2011               | Carousel de Chance Rides                         | |
| Helicopter Heroes                                   | 2014              | 2015               | Mini Enterprise de Zamperla                      | |
| Acapulco Drop                                       | 2003              | 2015               | Toboggan aquatique                               | Ce toboggan a été retiré en 2015 à cause du manque de sensation que ce dernier procurait. Il est remplacé en 2019 par un toboggan beaucoup plus moderne à chute libre.                                                                              |
| Splashdown                                          | 2004              | 2018               | Body bowl slide                                  | Splashdown a été supprimé après la saison 2018 à cause de problème concernant la gestion du flux de visiteurs. Il est immédiatement remplacé par Twister.                                                                                           |
| Marvel Mania                                        | 1998              | 2011               | Montagne russe familiale de E&F Miler Industries | Déplacé à Elitch Gardens en 2013 actuellement ouvert sous le nom Blazin' Buckaroo. |
| Zoomerang                                           | 2005              | 2011               | Une montagne russe de type Boomerang de Vekoma   | Relocalisé dans l'ancien par d'attraction Wonderland à Sidney, Australie. Puis redélocalisé à Wonderla en Inde où il est actuellement ouvert sous le nom Recoil.                                                                                    |
| Zipline                                             | 2012              | 2013               | Zipline                                          | Une tyrolienne. Retirée et vendue avant la saison 2014. |

- Zoomerang